# Codon
Codonul este o secvență de 3 baze azotate într-o genă care reprezintă un aminoacid în crearea unei noi proteine. Aceștia se găsesc în ARNm (acidul ribonucleic mesager). În el, timina este înlocuită cu uracilul.

## Secvențele și amino acizii corespunzători
| Secvența de 3 baze           | Aminoacidul                     |
| ---------------------------- | ------------------------------- |
| GCU, GCC, GCA, GCG           | Alanină                         |
| CGU, CGC, CGA, CGG, AGA, AGG | Arginină                        |
| AAU, AAC                     | Asparagină                      |
| GAU, GAC                     | Acid Aspartic                   |
| UGU, UGC                     | Cisteină                        |
| CAA, CAG                     | Glutamină                       |
| GAA, GAG                     | Acid Glutamic                   |
| GGU, GGA, GGC, GGG           | Glicină                         |
| CAU, CAC                     | Histidină                       |
| AUU, AUC, AUA                | Izoleucină                      |
| UUA, UUG, CUU, CUC, CUA, CUG | Leucină                         |
| AAA, AAG                     | Lizină                          |
| AUG                          | Metionină                       |
| UUU, UUC                     | Fenialanină                     |
| CCU, CCA, CCG, CCC           | Prolină                         |
| UCU, UCC, UCA, UCG, AGU, AGC | Serină                          |
| ACU, ACC, ACA, ACG           | Treonină                        |
| UGG                          | Triptofan                       |
| UAU, UAC                     | Tirozină                        |
| GUU, GUC, GUA, GUG           | Valină                          |
| AUG                          | Capătul de începere a proteinei |
| UAA, UGA, UAG                | Capătul de oprire al proteinei  |